# Kaltbach (Rötschbach)
Der Kaltbach ist ein gut 1,2 Kilometer langer Waldbach im Gebiet der Marktgemeinde Semriach im Bezirk Graz-Umgebung in der Steiermark. Er entspringt im östlichen Grazer Bergland am östlichen Rand der Tanneben und mündet von rechts kommend in den Rötschbach.

## Verlauf
Der Kaltbach entsteht in einem Waldgebiet am Südostrand der Hochebene Tanneben an einem nach Südosten streichenden Ausläufer des Hochglaserers auf etwa 762 m ü. A. Rund 160 Meter nordwestlich der Quelle liegt die Streusiedlung Taschen und etwa 100 Meter nordwestlich verläuft die Taschenstraße.
Der Bach fließt anfangs relativ gerade nach Ostsüdosten, ehe er nach circa 160 Metern einen von rechts kommenden, unbenannten Wasserlauf aufnimmt. Nach der Einmündung dieses Wasserlaufs schwenkt der Kaltbach mit seinem Lauf nach Osten. Auf diesen relativ geraden Kurs nimmt er dabei einen zweiten ebenfalls von rechts kommenden unbenannten Wasserlauf auf. Diesen Ostkurs verlässt der Bach nach rund 480 Metern und schwenkt auf einen Südostkurs, auf dem er bis zu seiner Mündung bleibt. Etwa 100 Meter nach der letzten Laufänderung unterquert er die Landesstraße L318, die Semriacherstraße. Der Kaltbach fließt durch einen Graben, der im Norden von einem Ausläufer des Hochglaserers und im Süden vom Semriacher Hausberg gebildet wird.
Nach gut 1,2 Kilometer langem Lauf mündet der Bach mit einem mittleren Sohlgefälle von rund 17 % etwa 209 Höhenmeter unterhalb seines Ursprungs südlich des Kesselfalls und der nach ihm benannten Kesselfallklamm sowie etwa 240 Meter nördlich das Gasthofs Alter Sandwirt in den Rötschbach.
Auf seinem Lauf nimmt der Kaltbach zwei andere, unbenannte Wasserläufe auf.